# Germana Fleischmann
Germana Fleischmann (* 1957 in Latsch in Südtirol/Italien) ist eine italienische Schriftstellerin und Künstlerin.

## Leben
Von 1982 bis 1986 studierte sie an der Kunstakademie in Florenz bei Silvio Loffredo Malerei. 1988 besuchte sie die Internationale Sommerakademie für Bildende Kunst Salzburg bei Dieter Hacker. Außerdem hat sie eine Spezialisierung in der Technik des Trompe-l’œil sowie eine Ausbildung in Glasmalerei absolviert. Germana Fleischmann hält Kurse und Seminare und hat zahlreiche Einzel- und Kollektivausstellungen bestritten.
Sie ist eine große Tierliebhaberin, und als Pressesprecherin und Organisatorin arbeitet sie für die Hundeschule „dog academy“. Zusammen mit der Hundetrainerin Ruth Wahlmüller, Leiterin besagter Hundeschule, schreibt sie seit 2005 an einer mehrbändigen Buchreihe zum Thema Hundeerziehung. Die Reihe trägt den Titel: Dein Hund spricht zu dir und ist im Provinz-Verlag erschienen.
Germana Fleischmann lebt und arbeitet als freischaffende Künstlerin in Südtirol (bis 2012 in Naturns) und in Dießen am Ammersee (Deutschland).

## Werke (Auswahl)
- Die Hundesprache kennenlernen (Fachwerk). Provinz-Verlag, Brixen 2005ff

1. Einführung. 2005, ISBN 88-89124-01-6.
2. Angst bei Hunden. 2005, ISBN 88-88118-27-6.
3. Der Welpe. 2006, ISBN 88-88118-30-6.